# J.W. Mays
J.W. Mays, Inc. exploiteerde van 1927 tot 1988 een keten van discountwarenhuizen in de omgeving van de stad New York, genaamd Mays, met winkels in drie van de vijf stadsdelen van New York en in Long Island en Putnam County. Op het hoogtepunt van zijn bestaan, begin jaren 1970, had het bedrijf als detailhandelaar 5.000 werknemers in dienst, verdeeld over 9 winkels. 
Anno 2024 is het opnieuw opgerichte J.W Mays, Inc. actief als vastgoedbedrijf gevestigd in het New Yorkse stadsdeel Brooklyn. 

## Geschiedenis
De keten ontstond uit een dameskledingwinkel in Brooklyn, in 1924 opgericht door Joe Weinstein, een Pools-Joodse immigrant uit Galicië. In 1929 richtte Weinstein het bedrijf op en voegde zijn initialen aan de naam toe. De eerste vestiging werd in september 1929 geopend op Fulton Street 510 in Brooklyn. De reden waarom hij in eerste instantie voor deze naam koos, was omdat, zoals Weinstein zei, ‘het mij deed denken aan het platteland, de bloemen en de lente’.
Mays groeide gedurende de jaren 1950 en 1960. De slogan, "Elke dag is een koopjesdag bij Mays", stond in grote rode letters op elke witte papieren boodschappentas en elke witte kartonnen winkeldoos. Maandag was een dag met veel uitverkoop en dan was het extra druk in de winkels. Weinstein ging agressief de concurrentie aan met andere discountwinkels zoals Ohrbach's en Alexander's, maar ook met de duurdere warenhuizen. Op een gegeven moment besprak Weinstein een fusie tussen Mays en zijn twee belangrijkste discountconcurrenten, maar het kwam er nooit van. Op het hoogtepunt van het bedrijf in de jaren 1970 had Mays negen winkels. Het bedrijf telde destijds ongeveer 5.000 werknemers. Eind jaren 1970 begon het bedrijf marktaandeel te verliezen aan andere discountwinkels en in 1982 werd de winkelketen failliet verklaard. Het bedrijf sloot vijf vestigingen buiten de stad en hield één winkel in Manhattan, twee winkels in Queens en de oorspronkelijke winkel in Brooklyn over.
In 1987 sloot Mays een van de twee winkels in Glen Oaks, Queens, waardoor er nog drie winkels van de keten overbleven. De keten bleef bestaan, maar kondigde op 28 december 1988 aan dat de resterende drie winkels van de keten per direct zouden worden gesloten. De laatste uitverkoop zou plaatsvinden op 31 december van dat jaar. Op 1 januari 1989 werd J.W. Mays, Inc. opnieuw opgericht als het vastgoedbedrijf dat momenteel actief is. Het bedrijf is gebouwd op het onroerend goed dat voorheen door de winkels bezet werd.